# Schletzenrod
Schletzenrod ist ein Ortsteil der Marktgemeinde Haunetal im osthessischen Kreis Hersfeld-Rotenburg. Durch den Ort verläuft die Landesstraße 3471.

## Geschichte

### Ortsgeschichte
Die älteste bekannte schriftliche Erwähnung von Schletzenrod erfolgte unter dem Namen Slatenrote wird in die Zeit 1090–1150 datiert. Der Ortsname leitet sich von „Slatenrode“ ab, was Sumpfrodung bedeutet.
Seit 1557 gehörte Schletzenrod zur Herrschaft Wehrda, der Herrn von Trümbach im Bistum Fulda
Das Dorfgemeinschaftshaus wurde 1971 erbaut.
Am 31. Dezember 1971 wurde die damals zum Landkreis Hünfeld gehörende Gemeinde Schletzenrod im Zuge der Gebietsreform in Hessen in die im gleichen Jahr neu gegründete Gemeinde Haunetal auf freiwilliger Basis eingemeindet. Für Schletzenrod wurde, wie für die übrigen bei der Gebietsreform nach Haunetal eingegliederten Gemeinden, ein Ortsbezirk mit Ortsbeirat und Ortsvorsteher nach der Hessischen Gemeindeordnung gebildet.

### Verwaltungsgeschichte im Überblick
Die folgende Liste zeigt die Staaten und Verwaltungseinheiten, denen Schletzenrod angehört(e):
- vor 1803: Heiliges Römisches Reich, Hochstift Fulda, Gericht Wehrda
- 1803–1806: Heiliges Römisches Reich, Fürstentums Nassau-Oranien-Fulda, Fürstentum Fulda, Zent Neukirchen
- 1807–1813: Königreich Westphalen, Departement der Werra, Distrikt Hersfeld, Kanton Holzheim
- ab 1815: Kurfürstentum Hessen, Großherzogtum Fulda, Amt Burghaun[7]
- ab 1821/22: Kurfürstentum Hessen, Provinz Fulda, Kreis Hünfeld[8][Anm. 2]
- ab 1848: Kurfürstentum Hessen, Bezirk Fulda
- ab 1851: Kurfürstentum Hessen, Provinz Fulda, Kreis Hünfeld
- ab 1867: Königreich Preußen, Provinz Hessen-Nassau, Regierungsbezirk Kassel, Kreis Hünfeld
- ab 1871: Deutsches Reich, Königreich Preußen, Provinz Hessen-Nassau, Regierungsbezirk Kassel, Kreis Hünfeld
- ab 1918: Deutsches Reich, Freistaat Preußen, Provinz Hessen-Nassau, Regierungsbezirk Kassel, Kreis Hünfeld
- ab 1944: Deutsches Reich, Freistaat Preußen, Provinz Kurhessen, Landkreis Hünfeld
- ab 1945: Amerikanische Besatzungszone, Groß-Hessen, Regierungsbezirk Kassel, Landkreis Hünfeld
- ab 1946: Amerikanische Besatzungszone, Hessen, Regierungsbezirk Kassel, Landkreis Hünfeld
- ab 1949: Bundesrepublik Deutschland, Hessen, Regierungsbezirk Kassel, Landkreis Hünfeld
- ab 1972: Bundesrepublik Deutschland, Hessen, Regierungsbezirk Kassel, Landkreis Hersfeld-Rotenburg, Gemeinde Haunetal[Anm. 3]

## Bevölkerung

### Einwohnerstruktur 2011
Nach den Erhebungen des Zensus 2011 lebten am Stichtag, dem 9. Mai 2011, in Schletzenrod 84 Einwohner. Darunter waren keine Ausländer.
Nach dem Lebensalter waren 18 Einwohner unter 18 Jahren, 33 zwischen 18 und 49, 24 zwischen 50 und 64 und 9 Einwohner waren älter. Die Einwohner lebten in 30 Haushalten. Davon waren 6 Singlehaushalte, 6 Paare ohne Kinder und 15 Paare mit Kindern, sowie 3 Alleinerziehende und keine Wohngemeinschaften. In 3 Haushalten lebten ausschließlich Senioren und in 24 Haushaltungen lebten keine Senioren.

### Einwohnerentwicklung
| Schletzenrod: Einwohnerzahlen von 1834 bis 2015 | Schletzenrod: Einwohnerzahlen von 1834 bis 2015 | Schletzenrod: Einwohnerzahlen von 1834 bis 2015 | Schletzenrod: Einwohnerzahlen von 1834 bis 2015 | Schletzenrod: Einwohnerzahlen von 1834 bis 2015 |
| --- | ----------------------------------------------- | ----------------------------------------------- | ----------------------------------------------- | ----------------------------------------------- |
| Jahr |                                                 |                                                 |                                                 | Einwohner                                       |
| 1834 | 1834                                            |                                                 | 102                                             | 102                                             |
| 1840 | 1840                                            |                                                 | 102                                             | 102                                             |
| 1846 | 1846                                            |                                                 | 90                                              | 90                                              |
| 1852 | 1852                                            |                                                 | 90                                              | 90                                              |
| 1858 | 1858                                            |                                                 | 99                                              | 99                                              |
| 1864 | 1864                                            |                                                 | 87                                              | 87                                              |
| 1871 | 1871                                            |                                                 | 82                                              | 82                                              |
| 1875 | 1875                                            |                                                 | 77                                              | 77                                              |
| 1885 | 1885                                            |                                                 | 95                                              | 95                                              |
| 1895 | 1895                                            |                                                 | 94                                              | 94                                              |
| 1905 | 1905                                            |                                                 | 79                                              | 79                                              |
| 1910 | 1910                                            |                                                 | 79                                              | 79                                              |
| 1925 | 1925                                            |                                                 | 85                                              | 85                                              |
| 1939 | 1939                                            |                                                 | 71                                              | 71                                              |
| 1946 | 1946                                            |                                                 | 109                                             | 109                                             |
| 1950 | 1950                                            |                                                 | 122                                             | 122                                             |
| 1956 | 1956                                            |                                                 | 97                                              | 97                                              |
| 1961 | 1961                                            |                                                 | 89                                              | 89                                              |
| 1967 | 1967                                            |                                                 | 81                                              | 81                                              |
| 1970 | 1970                                            |                                                 | 75                                              | 75                                              |
| 1980 | 1980                                            |                                                 | ?                                               | ?                                               |
| 1990 | 1990                                            |                                                 | ?                                               | ?                                               |
| 2000 | 2000                                            |                                                 | ?                                               | ?                                               |
| 2011 | 2011                                            |                                                 | 84                                              | 84                                              |
| 2015 | 2015                                            |                                                 | 80                                              | 80                                              |
| Datenquelle: Historisches Gemeindeverzeichnis für Hessen: Die Bevölkerung der Gemeinden 1834 bis 1967. Wiesbaden: Hessisches Statistisches Landesamt, 1968. Weitere Quellen: LAGIS; Gemeinde Haunetal; Zensus 2011 |                                                 |                                                 |                                                 |                                                 |

### Historische Religionszugehörigkeit
| • 1885: | 91 evangelische (= 95,79 %), 4 katholische (= 4,21 %) Einwohner   |
| • 1961: | 77 evangelische (= 86,52 %), 12 katholische (= 13,48 %) Einwohner |

## Politik
Für Schletzenrod besteht ein Ortsbezirk (Gebiete der ehemaligen Gemeinde Schletzenrod) mit Ortsbeirat und Ortsvorsteher nach der Hessischen Gemeindeordnung. Der Ortsbeirat besteht aus drei Mitgliedern. Bei den Kommunalwahlen in Hessen 2021 betrug die Wahlbeteiligung zum Ortsbeirat 80,00 %. Alle Kandidaten gehören der „Bürgerliste Schletzenrod“ an. Der Ortsbeirat wählte Michael Hofmann zur Ortsvorsteherin.

## Sehenswürdigkeiten
Für die unter Denkmalschutz stehenden Objekte im Ort, siehe die Liste der Kulturdenkmäler in Schletzenrod.